# یان کوچینیاک
یان ویلهلم کوچینیاک (لهستانی: Jan Wilhelm Kociniak؛ زادهٔ ۸ نوامبر ۱۹۳۷–۲۰ آوریل ۲۰۰۷) بازیگر و صداپیشه اهل لهستان بود. وی دانش‌آموختهٔ آکادمی ملی هنرهای نمایشی الکساندر زلوروویچ در ورشو بود.
از فیلم‌ها یا مجموعه‌های تلویزیونی که وی در آن‌ها نقش داشته است، می‌توان به خودِ زندگی، دریاچه کنستانس، چهل‌ساله، دست‌نوشته ساراگوسا، شب ژنرال‌ها، عروسک، تدی خرسه، مرشد و مارگاریتا، خانواده جایگزین و در خوشی و سختی اشاره نمود.